# Reino de Harla
El reino de Harla fue un antiguo estado del pueblo harla establecido en el siglo VI, centrado en la actual Etiopía oriental.
El reino tenía relaciones comerciales con las dinastías ayubí y Tang. También estableció su propia moneda y calendario.
Excavaciones recientes han indicado que el consumo de cerdos salvajes prevalecía en Harla a diferencia del vecino reino de Axum. Las excavaciones fueron realizadas por el Instituto de Estudios Árabes e Islámicos de la Universidad de Exeter como parte del proyecto Becoming Muslim en los sitios urbanos de Harlaa en 2017-2019, Harrar en 2014-2018 y Ganda Harla en 2014, ubicado en el este de Etiopía, donde se recuperaron conjuntos sustanciales de restos de fauna. El sitio arqueológico de Harlaa está ubicado a 40 km al noroeste de Harrar y a 15 km al sureste de Dire Dawa y son las ciudades construidas en piedra de los harla y monumentos funerarios cuyos orígenes son atribuidos por los oromo a un legendario pueblo antiguo de gigantes que ocupó la región antes de la llegada de los oromo a mediados del siglo XVI. Harlaa era un gran centro urbano que cubría un área de alrededor de 500 m de este a oeste y 900 m de norte a sur, excluidos los cementerios periféricos. Estaba compuesto por varios elementos que incluían un área de asentamiento central, talleres, tres mezquitas tempranas, pozos, tramos de muralla de fortificación y cementerios al norte, este y oeste. Harlaa es anterior a Harrar y Ganda Harlaa, y proporcionó la cronología más larga con fechas que abarcan entre mediados del siglo VI y principios del siglo XV. El sitio de Harrar está situado en la meseta somalí en un paisaje con más vegetación y tiene un área de 1000 × 800 m, y en su núcleo la ciudad histórica de Harrar, que está rodeada por una muralla y se accede a ella por cinco puertas. Las excavaciones indicaron que la ocupación en Harar fue posterior al siglo XV y que la ciudad y sus mezquitas estaban vinculadas con el establecimiento de Harar como capital del Sultanato de Adal. Ganda Harla es un asentamiento abandonado ubicado a 12,5 km al sureste de Harrar en una colina al oeste del pueblo de Sofi y está vinculado con el Harla en la tradición local. Los datos zooarqueológicos indicaron que los habitantes eran cazadores de animales salvajes en terrenos abiertos y laderas de matorrales, con la excepción de Kobus kob, que se encuentran más comúnmente en elevaciones más bajas, como valles y praderas ribereñas. Los lugareños también tenían animales domésticos como ganado (Bos taurus / indicus), cabras (Capra hircus), ovejas y ganado de transporte como burros, caballos y camellos. Las excavaciones también revelaron evidencia significativa de fabricación y participación en redes comerciales regionales e internacionales del Mar Rojo y el Océano Índico occidental. El estudio concluyó que el uso de cuchillos pesados por parte de los habitantes y el desmembramiento de cadáveres mostró que tenían similitudes culturales con el mundo islámico de Arabia, Anatolia, Mesopotamia, Levante e Iberia a pesar de la falta de discusiones sobre carnicería en la literatura zooarqueológica del mundo islámico y su no observancia a las leyes dietéticas islámicas.